# Širin Ebadi
Širin Ebadi (farsi شیرین عبادی), iranska pravnica in borka za človekove pravice, Nobelovka, * 21. junij 1947, Hamadan, Iran.
Na Univerzi v Teheranu je diplomirala iz prava in opravila izpite za sodnico. Leta 1975 je postala prva ženska predsednica ustavnega sodišča v Iranu. Po iranski revoluciji leta 1979 so konzervativni verski voditelji dosegli, da je položaj izgubila. Ker so bila prizadevanja da bi ponovno postala sodnica neuspešna, je zaprosila za zgodnjo upokojitev. Danes predava na Univerzi v Teheranu in pravno zastopa politične zapornike ter žrtve zlorab, predvsem otroke.
Za svoje delo je leta 2003 kot prva Iranka in prva Muslimanka prejela Nobelovo nagrado za mir. Tudi po prejemu nadaljuje z javnim zagovarjanjem spoštovanja človekovih pravic in zastopanjem ljudi, ki so zaradi svojih nazorov prišli navzkriž s konzervativno oblastjo. Novembra 2009 ji je vlada zasegla Nobelovo plaketo in medaljo, pred tem pa zaprla tudi več njenih sodelavcev in ukinila njen urad.